# Civita (Oricola)
Civita è l'unica frazione di circa 165 abitanti di Oricola (AQ), in Abruzzo.

## Geografia fisica
Il paese è situato lungo la via Tiburtina Valeria a 623 m s.l.m. tra i centri di Oricola e Carsoli, non distante dall'omonimo svincolo autostradale della A24 dove si sviluppa il nucleo industriale della piana del Cavaliere.
Dista circa 4 chilometri dal capoluogo comunale.

## Storia

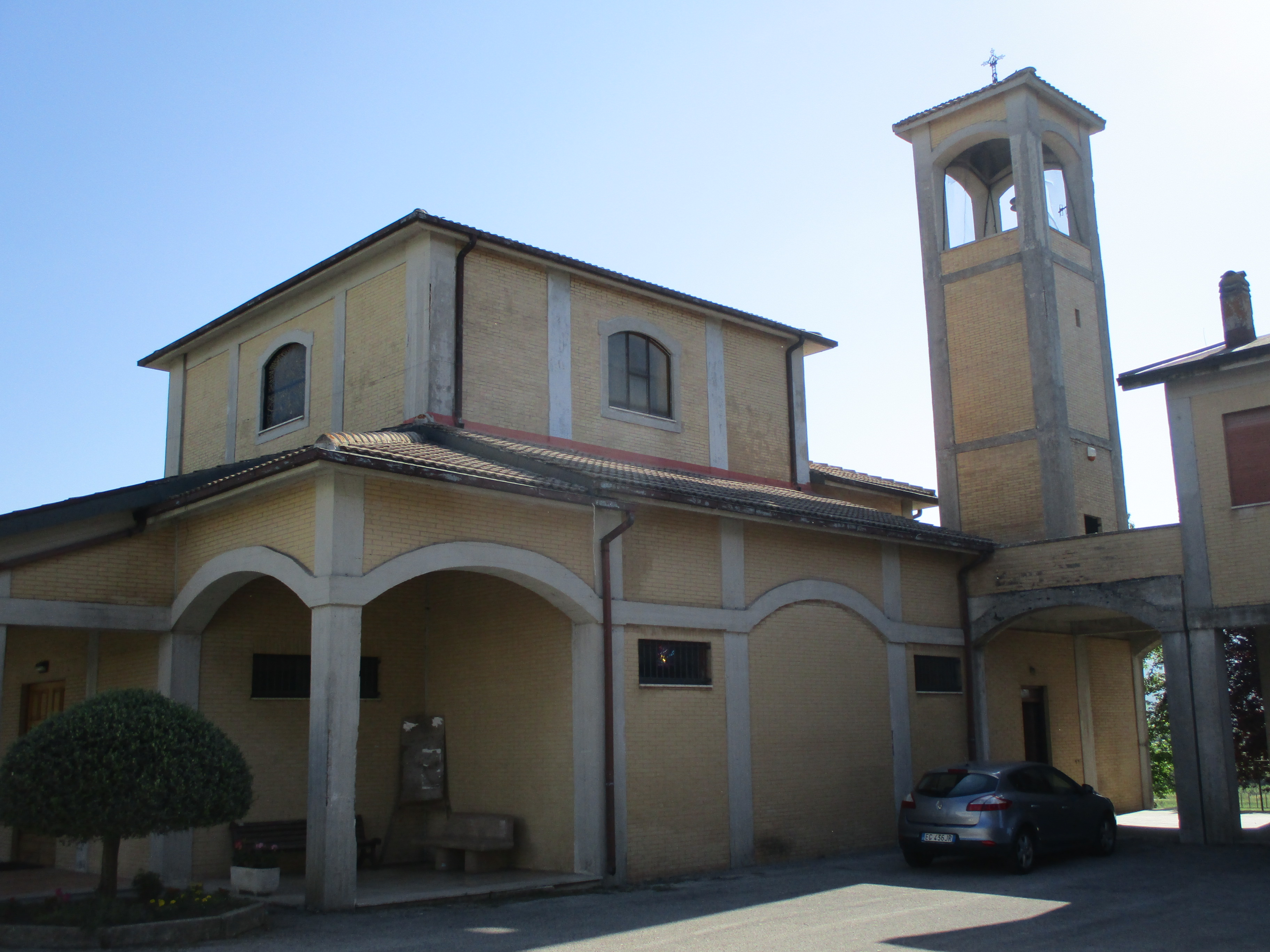
Chiesa del Sacro Cuore

Nel territorio della contemporanea Civita di Oricola sorgeva il sito dell'antica città equa di Carsioli (denominata anche Carseoli) che fu localizzato la prima volta nel 1645 dal cartografo Lukas Holstenius. Da allora nelle antiche mappe topografiche la colonia romana venne indicata nei pressi del borgo contemporaneo di Civita. La prima vera e propria ricognizione dell'area archeologica fu eseguita nel 1901 da due archeologi europei, il tedesco George J. Pfeyffer (1866 – 1934)  e il collega britannico Thomas Ashby (1874 – 1931). 
Dell'antica città di Carsioli restano poche tracce come la cinta muraria e i ruderi presenti in posizione nord rispetto al nucleo urbano centrale di Civita. In località Muro Pertuso e nella selva di Sesera, sono visibili i resti di un acquedotto romano.
Dopo la conquista romana avvenuta nel 298 a.C. Carsioli divenne, insieme ad Alba Fucens, un'importante colonia abitata da circa 4000 persone. Due importanti aree archeologiche, in cui la soprintendenza archeologica ha avviato nel 1989 campagne di scavo, si trovano nella piazza centrale di Civita e nella contrada di Valle San Pietro.
Abbandonata con ogni probabilità nell'Alto Medioevo durante le invasioni dei Saraceni, l'area denominata Sala risultò di nuovo popolata nel X secolo. Essa appare citata, infatti, in un documento relativo al conferimento della carica di Re d'Italia riguardante Ugo e Lotario II, mentre in due certificati ecclesiastici di Papa Leone IX e di Papa Pasquale II datati rispettivamente 1051 e 1115 venne denominata Sala Civitas.
Nel XIX secolo il borgo era noto con il toponimo di Civita Carenza (o Civita Carentia). Nel 1811 con l'istituzione del distretto di Avezzano il borgo di Civita venne incluso nel territorio comunale di Pereto fino al 1908, anno in cui venne inglobato nell'istituendo comune di Oricola.

## Monumenti e luoghi d'interesse

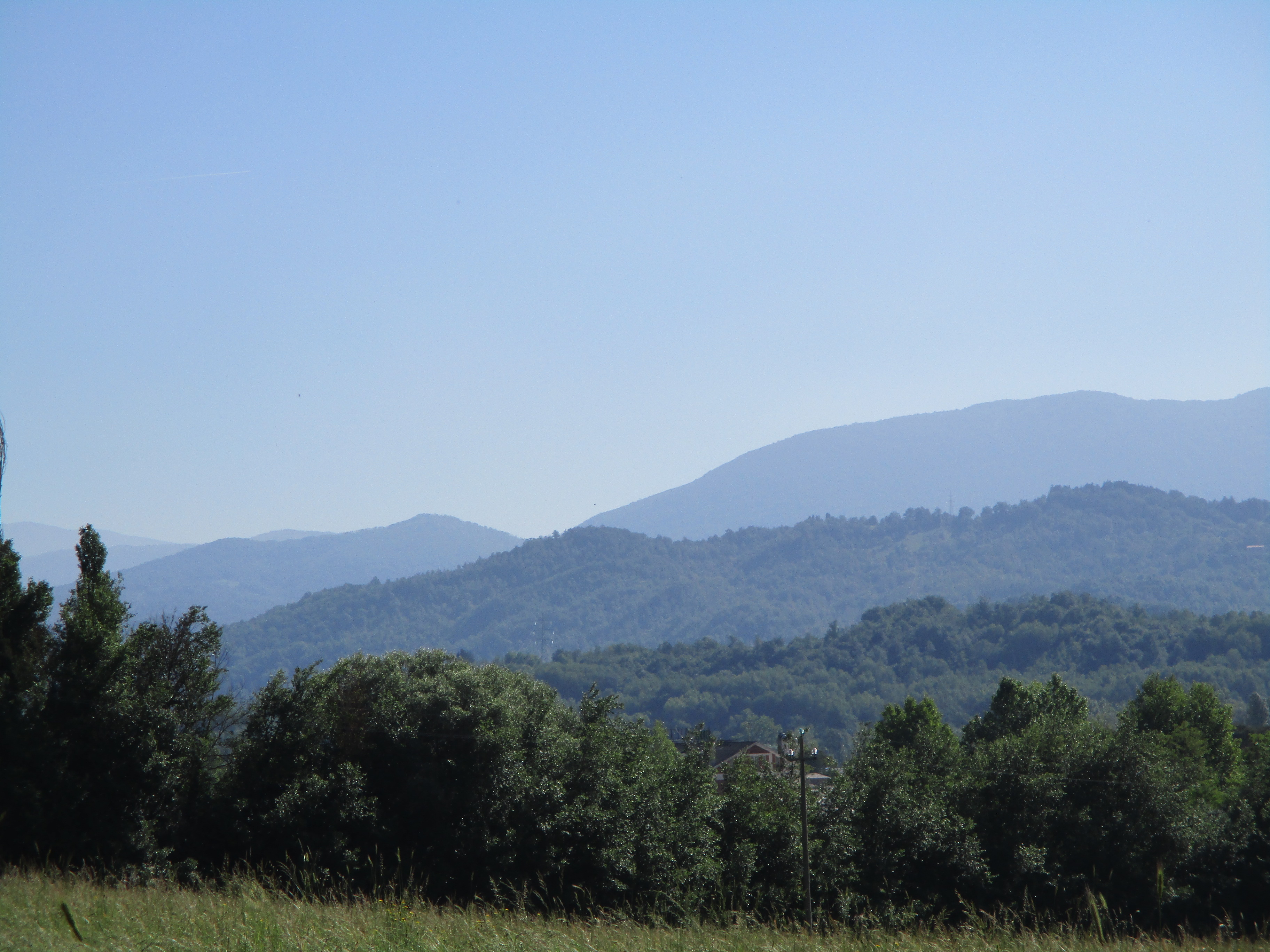
Il bosco di Sesera

### Architetture religiose
- Chiesa del Sacro Cuore, edificio moderno affiancato dall'oratorio intitolato a san Filippo Neri[9].

### Architetture civili
Fornace NitogliaFabbrica di laterizi di grandi dimensioni costruita nel 1927 la cui attività industriale cessò negli anni ottanta. Il complesso dismesso rappresenta un modello di architettura industriale in Abruzzo.

### Siti archeologici
CarsioliResti della colonia romana fondata nel 304 a.C. si trovano nelle località di Muro Pertuso, bosco di Sesera, fonte di Civita, valle San Pietro e l'area urbana centrale di Civita.

### Aree naturali
Bosco di SeseraSito di interesse comunitario situato tra i 570 e i 640 m s.l.m. La superficie del bosco è pari a circa 598 ettari e ricade per oltre il 90% nel comune di Oricola e per il resto in quello di Carsoli, segnando il confine con i comuni di Riofreddo, Vallinfreda e Vivaro Romano. Secondo una leggenda il luogo fu dimora del generale Sisara che diede il nome al bosco. La vegetazione del bosco consiste in sempreverdi come castagni, cerri, faggi, pioppi e querce.

## Società

### Tradizioni e folclore
- La festa patronale in onore del Sacro Cuore di Gesù si svolge annualmente la prima domenica di agosto con riti religiosi e popolari[14].

## Infrastrutture e trasporti

### Strade
Il borgo è attraversato dalla strada statale 5 Via Tiburtina Valeria che collega l'Abruzzo con Roma attraversando la Marsica. Lo svincolo autostradale più vicino è quello di Carsoli-Oricola situato lungo l'autostrada A24.

### Ferrovie
Nella stazione di Oricola-Pereto, situata a Civita, transitano i treni della linea ferroviaria Roma-Pescara.